# Bergkamen
Bergkamen er en by i Tyskland med 52.054 indbyggere (31. december 2006), beliggende i delstaten Nordrhein-Westfalen.
Byens nuværende borgmester er Roland Schäfer (SPD).
Byen er præget af at have rummet tung kemiindustri og kulminer op til 1960erne og herefter at have gennemlevet en lang økonomisk krise fra 1970erne til 1990erne. Der findes stadigvæk en høj arbejdsløshed, delvis som følge af den indtrufne strukturændring af erhvervslivet.